# Референдумы в Швейцарии (1983)
Референдумы в Швейцарии проходили 27 февраля и 3 декабря 1983 года. В феврале прошли референдум по топливному налогу и конституционный референдум по энергии. Референдум по топливному налогу был одобрен, а конституционный референдум, несмотря на то, что был одобрен большинством избирателем, был отклонён большинством кантонов. В декабре прошли референдумы по изменению правил о гражданских правах (одобрен) и по разрешению определённых видов натурализации (отклонён).

## Результаты

### Февраль: Топливный налог
| Выбор                                | Общее голосование | Общее голосование | Кантоны | Кантоны | Кантоны |
| Выбор                                | Голосов           | %                 | Полных  | Полу-   | Всего   |
| ------------------------------------ | ----------------- | ----------------- | ------- | ------- | ------- |
| За                                   | 679 134           | 52.,7             | 14      | 3       | 15,5    |
| Против                               | 609 871           | 47,3              | 6       | 3       | 7,5     |
| Пустых бюллетеней                    | 17 706            | –                 | –       | –       | –       |
| Недействительных бюллетеней          | 1 162             | –                 | –       | –       | –       |
| Всего                                | 1 307 873         | 100               | 20      | 6       | 23      |
| Зарегистрированных избирателей/ Явка | 4 034 694         | 32,4              | –       | –       | –       |
| Источник: Nohlen & Stöver            |                   |                   |         |         |         |

### Февраль: Конституционная поправка по энергии
| Выбор                                | Общее голосование | Общее голосование | Кантоны | Кантоны | Кантоны |
| Выбор                                | Голосов           | %                 | Полных  | Полу-   | Всего   |
| ------------------------------------ | ----------------- | ----------------- | ------- | ------- | ------- |
| За                                   | 649 485           | 50,9              | 11      | 0       | 11      |
| Против                               | 626 047           | 49,1              | 9       | 6       | 12      |
| Пустых бюллетеней                    | 29 811            | –                 | –       | –       | –       |
| Недействительных бюллетеней          | 1 250             | –                 | –       | –       | –       |
| Всего                                | 1 306 593         | 100               | 20      | 6       | 23      |
| Зарегистрированных избирателей/ Явка | 4 034 694         | 32,4              | –       | –       | –       |
| Источник: Nohlen & Stöver            |                   |                   |         |         |         |

### Декабрь: Регулирование гражданских прав
| Выбор                                | Общее голосование | Общее голосование | Кантоны | Кантоны | Кантоны |
| Выбор                                | Голосов           | %                 | Полных  | Полу-   | Всего   |
| ------------------------------------ | ----------------- | ----------------- | ------- | ------- | ------- |
| За                                   | 872 981           | 60,8              | 18      | 5       | 20,5    |
| Против                               | 562 557           | 39,2              | 2       | 1       | 2,5     |
| Пустых бюллетеней                    | 22 557            | –                 | –       | –       | –       |
| Недействительных бюллетеней          | 1 698             | –                 | –       | –       | –       |
| Всего                                | 1 459 793         | 100               | 20      | 6       | 23      |
| Зарегистрированных избирателей/ Явка | 4 073 941         | 35,8              | –       | –       | –       |
| Источник: Nohlen & Stöver            |                   |                   |         |         |         |

### Декабрь: Виды натурализации
| Выбор                                | Общее голосование | Общее голосование | Кантоны | Кантоны | Кантоны |
| Выбор                                | Голосов           | %                 | Полных  | Полу-   | Всего   |
| ------------------------------------ | ----------------- | ----------------- | ------- | ------- | ------- |
| За                                   | 644 669           | 44,8              | 4       | 2       | 5       |
| Против                               | 793 253           | 55,2              | 16      | 4       | 18      |
| Пустых бюллетеней                    | 21 687            | –                 | –       | –       | –       |
| Недействительных бюллетеней          | 1 661             | –                 | –       | –       | –       |
| Всего                                | 1 461 270         | 100               | 20      | 6       | 23      |
| Зарегистрированных избирателей/ Явка | 4 073 941         | 35,9              | –       | –       | –       |
| Источник: Nohlen & Stöver            |                   |                   |         |         |         |